# Кіники
Кіники (пол. Kiniki) — село в Польщі, у гміні Рацьонж Плонського повіту Мазовецького воєводства.
Населення — 102 особи (2011).

## Демографія
Демографічна структура станом на 31 березня 2011 року:
|          | Загалом | Допрацездатний вік | Працездатний вік | Постпрацездатний вік |
| -------- | ------- | ------------------ | ---------------- | -------------------- |
| Чоловіки | 55      | 8                  | 35               | 12                   |
| Жінки    | 47      | 9                  | 24               | 14                   |
| Разом    | 102     | 17                 | 59               | 26                   |